# Shunt (medicina)
En medicina, se le llama shunt, «cortocircuito» o «derivación» a un agujero o pasaje que permite el paso anómalo de fluidos de un lado del cuerpo humano a otro. El término incluye shunts congénitos y los adquiridos —también llamados iatrogénicos— causados por entidades biológicas o mecánicas.

## Tipos
- Shunt cardíaco, descrito como un pasaje de dirección derecha a izquierda, izquierda a derecha o bidireccionales, fundamentado en las cámaras derechas e izquierdas del corazón. Puede también presentarse un shunt de sangre pulmonar a sistémico o viceversa.

- Shunt cerebral o derivación ventriculoperitoneal, especialmente en casos de hidrocefalia, se implanta una válvula unidireccional para drenar el exceso de líquido cefalorraquídeo del lado afectado del cerebro a otras partes del cuerpo. Esta válvula se ubica a un lado del cráneo, justo por debajo de la piel, usualmente detrás de la oreja. Aunque la de elección es la derivación atrial, ya que esta permite una eliminación directa por parte del riñón sin mencionar las complicaciones retroperitoneales de la ventriculoperitoneal.[1]

- Shunt pulmonar, existe cuando hay una perfusión normal al alvéolo, pero la ventilación no es capaz de suplir las demandas de la región.

- Shunt portosistémico, también conocido como shunt hepático, es un bypass del hígado por parte del sistema circulatorio. Puede ser por razones congénitas o adquiridas. Las entidades congénitas son comunes en perros y gatos, especialmente en razas pequeñas como los Yorkshire Terriers o los gatos persas. Las variantes adquiridas son causadas por hipertensión portal, especialmente por cirrosis.

- Shunt portocava, también llamada derivación portocava, es una derivación directamente a la vena cava inferior.[2]